# Francesca Lollobrigida
Pour les articles homonymes, voir Lollobrigida.
Francesca Lollobrigida, née le 7 février 1991 à Frascati, est une patineuse de vitesse italienne.

## Biographie
Lors des Jeux olympiques d'hiver de 2014, elle prend part au 3 000 mètres et finit 24e. Un mois plus tard, elle remporte sa première course en Coupe du monde, la mass-start d'Heerenveen, gagnant aussi le classement général de cette spécialité.
Aux Jeux olympiques d'hiver de 2022, elle remporte la médaille d'argent du 3 000 m derrière la Néerlandaise Irene Schouten.
Francesca est l'arrière petite-nièce de l'actrice Gina Lollobrigida.

## Palmarès

### Jeux olympiques d'hiver
| Épreuve / Édition   | 500 mètres | 1 000 mètres | 1 500 mètres | 3 000 mètres                       | 5 000 mètres | Mass start | Poursuite par équipes               |
| JO 2014 Sotchi      | —          | —            | —            | 23e                                | —            | —          | —                                   |
| JO 2018 Pyeongchang | —          | —            | 10e          | 13e                                | —            | 7e         | —                                   |
| JO 2022 Pékin       | —          | —            | 6e           | Médaille d'argent, Jeux olympiques | 4e           | —          | Médaille de bronze, Jeux olympiques |

Légende :
- : première place, médaille d'or
- : deuxième place, médaille d'argent
- : troisième place, médaille de bronze
- : pas d'épreuve
- — : Non disputée par le patineur
- DSQ : disqualifiée

### Coupe du monde
- Vainqueur du classement de la mass-start en 2013-2014.
- 1 victoire.

en roller de vitesse

### Championnats du monde de roller de vitesse
- 12 titres de championne du monde

### Championnats d'Europe de roller de vitesse
- 24 titres de championne d'Europe